# Coltău (gmina)
Coltău – gmina w Rumunii, w okręgu Marmarosz. Obejmuje miejscowości Cătălina i Coltău. W 2011 roku liczyła 2557 mieszkańców.